# Acanthopagrus schlegelii czerskii
Acanthopagrus schlegelii czerskii is een ondersoort van de straalvinnige vissen uit de familie van de zeebrasems (Sparidae). De wetenschappelijke naam van de soort is voor het eerst geldig gepubliceerd in 1914 door Berg.